# Cochliobolus heveicola
Cochliobolus heveicola är en svampart som beskrevs av Tsukib. & W.H. Chung 2005. Cochliobolus heveicola ingår i släktet Cochliobolus och familjen Pleosporaceae.   Inga underarter finns listade i Catalogue of Life.